# David Stitchkin
David Stitchkin Branover (Santiago, 25 de octubre de 1912-Concepción, 12 de julio de 1997) fue un educador y abogado chileno de origen judío. 
Se destacaba por ser frecuentemente el mejor alumno de su promoción mientras estudiaba.
Se casó con Fanny Litvak, con quien tuvo cuatro hijos. Estudió en la Escuela de Derecho de la Universidad de Chile, en donde recibió el premio al mejor egresado de su generación. Asumío como profesor titular de Derecho Civil a los 27 años de edad, y tuvo como profesores paralelos de cátedra a Manuel Somarriva y Avelino León. 
Entre sus títulos profesionales se encuentra el de abogado obtenido en 1937. En el transcurso de sus estudios obtuvo los premios Gormaz y Universidad de Chile por sus excelentes resultados académicos.
Su gran conocimiento del Derecho se plasmó en el libro El Mandato, referente a la representación en los actos jurídicos, el cual lleva 5 ediciones publicadas, y es el texto esencial en materia de estudio de dicho tema, el cual en Chile, no tiene ningún otro estudio que lo supere. 

## Cargos que ocupó
- Abogado de la Caja Nacional de Empleados Públicos y Periodistas
- Fiscal de la Caja de la Habitación
- Abogado de la Contraloría General de la República y miembro del Consejo General del Colegio de Abogados
- Tuvo estudio Jurídico con el presidente Gabriel González Videla.
- Rector de la Universidad de Concepción.

Fue profesor de Derecho Civil en la Escuela de Derecho de la Universidad de Chile por largos años. En la Universidad de Concepción fue donde hizo el desarrollo más importante de su carrera, siendo director del Seminario de Derecho Privado de la Escuela de Derecho de la universidad desde 1938 a 1946. En ese lapso también realizó la Cátedra de Derecho Civil Profundizado y Comparado.
Culminó su carrera en la Universidad de Concepción siendo rector de esta desde 1956 a 1962. Volvió a ocupar el mismo cargo desde marzo a diciembre de 1968.

## Distinciones
Entre las múltiples distinciones que recibió Stitchkin Branover se encuentran:
- Profesor Extraordinario de la Escuela de Derecho de la Universidad de Chile, Santiago de Chile
- Miembro Académico de las Facultades de Ciencias Jurídicas y Sociales y de Economía y Administración, Universidad de Concepción, Concepción, Chile
- Doctor honoris causa de la Universidad de Concepción, mayo de 1980, Concepción, Chile.
- Dr. of Law Honorary, Alfred University, Estados Unidos.(1960)

- Datos: Q5800386